# Мајкл Хигинс
Мајкл Данијел Хигинс (ир. Mícheál D. Ó hUiginn; Лимерик, 18. април 1941) је девети и актуелни председник Ирске. Дужност председника преузео је 11. новембра 2011. након победе на председничким изборима у Ирској. Хигинс је ирски политичар, песник, социолог и издавач. Био је председник Лабуристичке партије све док није дао оставку пред председничке изборе. Пре тога је био члан Теахта Доле (ТД) и министар уметности, наслеђа и спорта од 1993. до 1997.

## Детињство и младост
Хигинс је рођен у Лимерику. Када се здравље његовог оца погоршало, на шта је утицаја имао и алкохол, с пет година мајка је послала њега и четворогодишњег брата да живе на фарми неожењеног ујака и татке у близини Њумаркет он Фергуса у општини Клер. Његове старије сестре близанакиње остале су да живи у Лимерику. Хигинс је стицао образовање у Националној школи Беликар, у општини Клер, на Сент Флананс колеџу у Енису, Националном универзитету Ирске у Голвеју, Универзитету Индијана и Манчестерском универзитету. Од 1964. до 1965. био је председник студентског синдиката.
Хигинс има диплому из социологије. У својој академској каријери био је предавач на Департману политичких наука на универзитету у Голвеју и гостујући професор на Универзитету Јужног Илиноја. Напушта академску каријеру да би се потпуно посветио политици.
Хигинс течно говори ирски језик.

## Породични живот
Његова жена, глумица Сабина Којн, одрасла је у руралној општини Мајо. С временом се заинтересовала за позориште. Хигинс је упознао Којнову 1969. године на забави новинарке Мери Кени. Хигинс ју је запросио на Божић 1973, а венчали су годину дана после. Имају четворо деце, Елис Мери, близанце Џонас и Мајкла Џуниора и Данијела.

## Политичка каријера
Хигинс се придружио странци Фијана Фол док је био студент у Голвеју. Убрзо је након тога прешао у Лабуристичку партију. Био је кандидат лабуриста на ирским општим изборима 1969. и 1973, но оба пута без успеха. Хигинс је 1973. постао члан 13. ирског сената када га је на тај положај именовао Лијем Косгрејв. Прво је изабран у Дејл Ејреан на општим изборима 1981. као члан Лабуристичке партије. Поновно је добио ту дужност на општим изборима одржаним у фебруару 1982. године. Исти положај изгубио је већ у новембру исте године и вратио се обављању дужности у Сенату. Од 1982. до 1983. и од 1991. до 1992. био је градоначелник Голвеја. Био је једна од најзначајнијих личности Лабуристичке странке уз Емета Стега.